# 泽纳凯
泽纳凯（法語：Zehnacker，发音：[zenakɛʁ] 或 [t͡senakəʁ]）是法国下莱茵省的一个市镇，属于莫尔赛姆区和萨韦尔讷县（Saverne）。该市镇总面积2.18平方公里，2009年时的人口为265人。

## 人口
泽纳凯人口变化图示